# 神奇女孩
神力女孩（英語：Wonder Girl）是美國DC漫畫的超級女英雄，也譯作神奇女孩、神力少女、神奇少女。曾經有三位女角色使用過此稱號。

## 人物

### 戴安娜
雖然沒有被稱為神奇女孩，但是年輕的神力女超人出現在《全明星漫畫》＃8（1941年12月）角色的起源故事的一部分，神力女超人的首次亮相。神力女超人是一位亞馬遜戰士公主（基於希臘神話中的亞馬遜），在她的家鄉被稱作天堂島的黛安娜公主（Princess Diana of Themyscira）。在家鄉之外的地方，她有時也會用黛安娜·普林斯（Diana Prince）這個偽裝身分的名字。她被描繪成一個為正義、愛情、和平而戰的女英雄，使得神力女超人成為女性主義的象徵

### 唐娜·特洛伊
唐娜·特洛伊（Donna Troy）是最初的神奇女孩，後來採用其他名稱特羅亞 (Troia)。唐娜在《少年泰坦》故事中經常出現，她最初在第二次冒險中加入，且為團隊的創始成員。後來加入了神力女超人，並稱希波呂忒為母親。後來故事才說明神奇女孩是一個非亞馬遜的孤兒，被一個公寓樓火災中的神力女超人救出。無法找到任何父母或家人，神力女超人將孩子帶到天堂島，在那裡她最終被紫色光芒賦予亞馬遜權力。故事結尾是神奇女孩穿著新的服裝和髮型，採用秘密身份唐娜·特洛伊。

### 凱西·桑茲瑪
凱西·桑茲瑪（Cassie Sandsmark）是考古學家海蓮娜·桑茲瑪博士的女兒，正是因為海蓮納發現了一個具有魔法力量的古文物，給予了凱西超能力，凱西才會開始以「神奇女孩」的身份打擊犯罪。後來，希臘眾神之王宙斯授予她真正的力量。後來揭露，凱西實際上是名半神，為宙斯和海蓮娜博士的親女兒。她是廣受愛戴的超級英雄神力女超人的跟班，也是少年泰坦的重要成員之一。

## 其他媒體
- 1970年代電視劇《神力女超人》，由黛博拉·溫姬 飾演 德魯西拉 / 神力女孩

## 資料來源
1. ↑  Curiel, Jonathan. . KQED.   [2012-11-29]. （原始内容存档于2012-12-12）.
2. ↑  Cawley, Stephanie. . The Stockton Post-colonial Studies Project. 2012-12-30  [2019-07-03]. （原始内容存档于2019-06-28）.
3. ↑  Crawford, Philip Charles. . School Library Journal. 2007-03-01  [2012-12-30]. （原始内容存档于2007-05-02）.
4. ↑  《神力女超人》（第二卷）#105（1996年1月）